# 島根県道329号桜江旭インター線
島根県道329号桜江旭インター線（しまねけんどう329ごう さくらえあさひインターせん）は、島根県江津市から浜田市に至る一般県道である。

## 概要
江津市桜江町長谷から浜田市旭町丸原に至る。

### 路線データ
- 起点：島根県江津市桜江町長谷（島根県道41号桜江金城線交点）
- 終点：島根県浜田市旭町丸原（浜田自動車道 旭IC、島根県道52号弥栄旭インター線終点）

## 歴史
- 1993年（平成5年）5月11日 - 建設省から、県道金城弥栄線の一部を弥栄旭インター線として主要地方道に指定される[1]。
- 1995年（平成7年）4月4日 - 島根県告示第341号により、認定される[2]。

前身は島根県道329号金城弥栄線。

## 路線状況

### 重複区間
- 島根県道50号田所国府線（浜田市旭町木田）

### 道路施設

#### 橋梁
- 勝地（かちち）大橋（家古屋川、江津市）
- ゆうゆうふれあい大橋（白角川、江津市 - 浜田市）
- 白角新大橋（白角川、浜田市、島根県道50号田所国府線重複区間内）
- 新水橋（浜田市、島根県道50号田所国府線重複区間内）

#### トンネル
- 山中トンネル：延長130 m、1999年（平成11年）竣工、江津市
- 勝地トンネル：延長309 m、1999年（平成11年）竣工、江津市

## 地理

### 通過する自治体
- 江津市
- 浜田市

### 交差する道路
| 交差する道路                                  | 市町村名 | 交差する場所 | 交差する場所  |
| --------------------------------------------- | -------- | ------------ | ------------- |
| 島根県道41号桜江金城線                        | 江津市   | 桜江町長谷   | 起点          |
| 島根県道50号田所国府線 重複区間起点           | 浜田市   | 旭町木田     |               |
| 島根県道50号田所国府線 重複区間終点           | 浜田市   | 旭町木田     |               |
| E74 浜田自動車道 島根県道52号弥栄旭インター線 | 浜田市   | 旭町丸原     | 3 旭IC / 終点 |

### 沿線
- 温泉リゾート風の国